# Пулккинен, Теэму
Тему Пулккинен (фин. Teemu Pulkkinen; род. 2 января 1992, Вантаа, Уусимаа) — финский хоккеист, правый нападающий.

## Биография
Воспитанник хоккейной школы ЭВУ. Выступал за «Йокерит», «Грэнд-Рэпидс Гриффинс» (АХЛ), «Детройт Ред Уингз».
В чемпионатах НХЛ сыграл 83 матча (13+9). В чемпионатах Финляндии сыграл 185 матчей (49+79), в плей-офф — 13 матчей (2+5).
4 октября 2020 года сделал хет-трик в матче КХЛ против «Кунльлуня РС» (6:3), все шайбы были заброшены с передач шведа Оскара Линдберга. Пулккинен стал вторым финном, сделавшим хет-трик в КХЛ в составе «Динамо» после защитника Янне Яласваары в 2011 году.
В составе молодёжной сборной Финляндии, участник чемпионатов мира 2011 и 2012. В составе юниорской сборной Финляндии, участник чемпионатов мира 2009 и 2010.
В составе национальной сборной Финляндии участник EHT 2012. Серебряный призёр чемпионата мира 2016 года, на турнире сыграл 8 матчей, набрал 2 очка (0+2).

## Достижения
- Бронзовый призёр чемпионата Финляндии (2012)
- Обладатель Кубка Колдера (2013)
- Бронзовый призёр юниорского чемпионата мира (2009, 2010).
- Награда Уилли Маршалла (2013)
- Лучший нападающий юниорского чемпионата мира (2010)
- Лучший бомбардир юниорского чемпионата мира (2010) — 15 очков